# 長白山脈

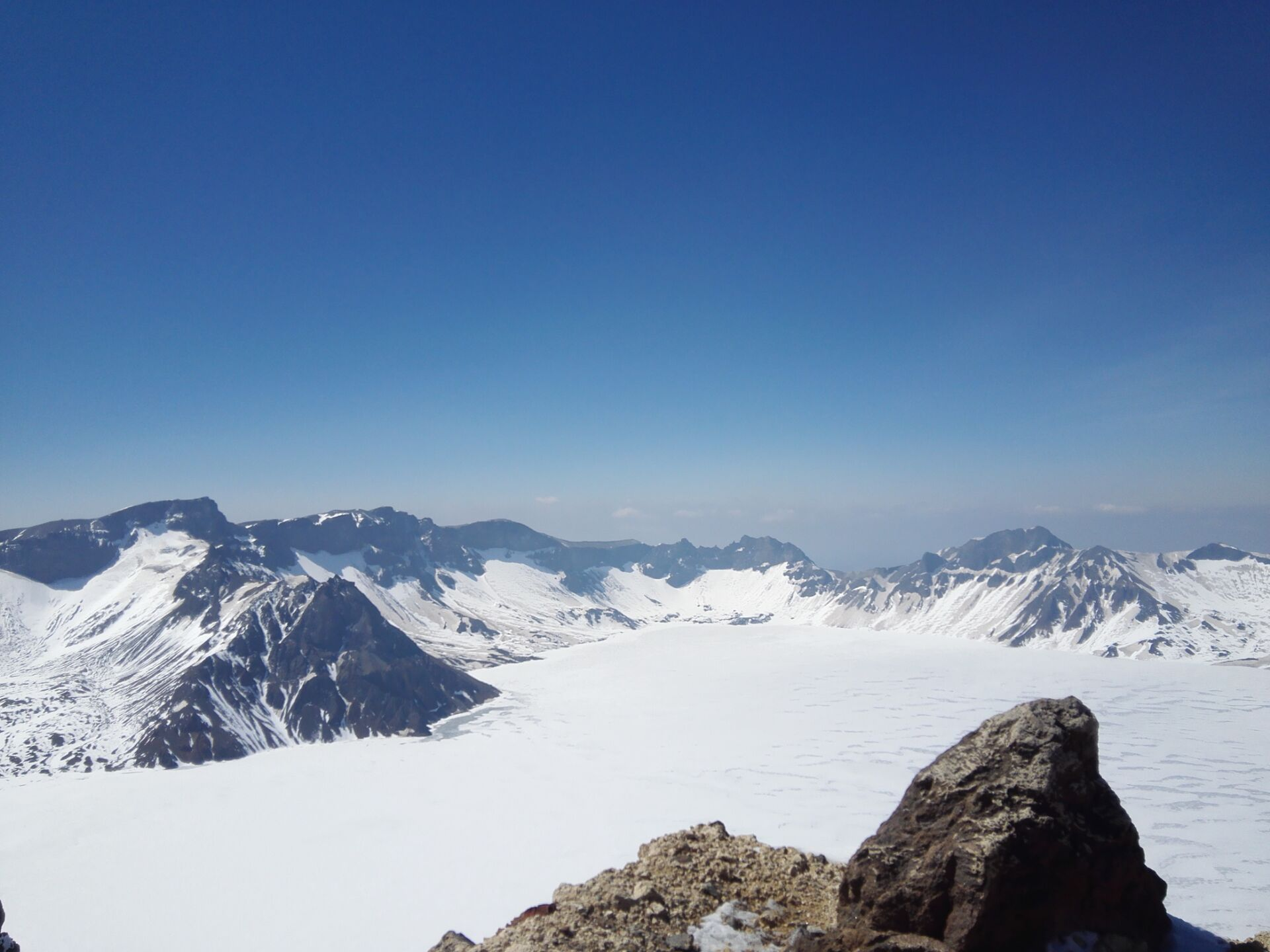
长白山的白天

長白山脈（朝鲜语：／）是中华人民共和国與朝鲜民主主义人民共和国國界處的山脉。
最高峰為长白山（朝鲜半岛稱白頭山）。長白山脈還包括完达山、穆棱窝集岭、老爷岭、张广才岭、吉林哈达岭、老岭等山。東北有图们江（豆滿江）、西北有松花江、西南有鸭绿江流出。有火山活動，洪流玄武岩廣佈。